# Lambis truncata
Lambis truncata is een slakkensoort uit de familie van de Strombidae. De wetenschappelijke naam van de soort is voor het eerst geldig gepubliceerd in 1786 door [Lightfoot].